# Omaruru
Omaruru – miasto w Namibii, w regionie Erongo. Położone jest w pobliżu gór Erongo, nad rzeką Omaruru.
W/g spisu powszechnego w 2011 liczba ludności wynosiła 6 300.
Znajduje się tu pierwsza winiarnia (Kristall Kellerei) w Namibii. Muzeum Omaruru mieści się w Reńskim Domu Misyjnym (Rhenish Mission House) przy głównej ulicy.